# Floribert Chebeya
Floribert Chebeya Bahizire, né le 13 septembre 1963 à Bukavu et mort assassiné le 2 juin 2010 à  Kinshasa, est un militant congolais des droits de l'homme.

## Biographie
Il est président et fondateur de l'ONG, la Voix des sans-voix. Il meurt assassiné en juin 2010, en même temps que son assistant et chauffeur Fidèle Bazana.
À sa mort, il est salué par les Nations Unies comme « un défenseur des droits de l'homme ».

## Enquête et procès

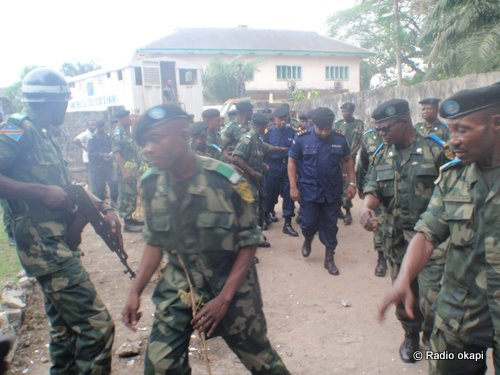
Arrivée des policiers accusés à l'ouverture du procès, le 12 11 2010 à la cour militaire de Kinshasa.

Son assassinat conduit à des appels pour une enquête de la part de plusieurs organisations, dont Amnesty International et plusieurs hauts fonctionnaires de l'ONU, y compris Ban Ki-moon, Navi Pillay, Alan Doss et Philip Alston.
Plusieurs hauts responsables de la police nationale sont suspendus de leurs fonctions au cours de l'enquête. Le 5 juin 2010, le général 3 étoiles et chef de la police congolaise John Numbi est suspendu de ses fonctions à titre conservatoire et placé en résidence surveillée pour besoins d'enquête.
Le procès des assassins présumés s'ouvre le 12 novembre 2010 à Kinshasa devant la cour militaire, puis se poursuit devant la Haute cour militaire. Le 23 octobre 2012, la Haute cour militaire refuse d'examiner les éventuelles implication du général Numbi.
En juin 2019, l'ancien responsable de police Paul Mwilambwe demande son extradition pour être jugé en République démocratique du Congo, comme témoin de l'assassinat de Floribert Chebeya. Dans un entretien donné à RFI le 2 juin 2019, il raconte que « c'est le président Kabila qui est le donneur d'ordre, le général John Numbi le commanditaire et le major Christian Ngoy l'acteur principal » de l'assassinat.
En avril 2021, John Numbi est officiellement poursuivi par la justice militaire pour « association de malfaiteurs » et « assassinat de Floribert Chebeya et Fidèle Bazana ».

## Documentaire
- L'Affaire Chebeya, un crime d'État ? de Thierry Michel

## Distinction
Prix Reebok des droits de l'homme en 1992